# Sárgatorkú szarvascsőrűmadár
A sárgatorkú szarvascsőrűmadár (Rhyticeros subruficollis) vagy régebbi nevén (Aceros undulatus) a madarak osztályának szarvascsőrűmadár-alakúak (Bucerotiformes) rendjébe és a szarvascsőrűmadár-félék (Bucerotidae) családjába tartozó faj.

## Előfordulása
Mianmar, Malajzia és Thaiföld területén honos.

## Külső hivatkozások
- Képek az interneten a fajról
- Internet Bird Collection